# えーでるわいす
えーでるわいすは、日本の同人ゲームおよびインディーゲームサークル。
シューティングゲームやアクションゲームを制作しコミックマーケットやSteamなどでゲームを販売している。スタッフには主にプログラム担当で代表の「なる」と、主にグラフィック担当の「こいち」他がおり、両者共に企業でのゲーム開発のチーフ経験者で、2011年に独立、2014年時点では同サークルの活動に専念している。
2014年にボストンで開催されたゲームイベント「PAX East」では、インディーズゲームブースにおいてシューティングゲーム『アスタブリード』の展示が行われた。

## 作品

### Fairy Bloom -花咲か妖精-
2005年にフリーウェアとして公開されたWindows用のアクションゲーム。制作者の「なる」は、2ちゃんねるのスレッドに参加したのが開発を始めるきっかけであり、「成長」および「一ヶ月」という課題を基に制作した作品であると述べている。また苦労した点としてキャラクタグラフィックをあげており、ゲームバランスにも労力を割いたと述べている。
Vector の「新着ソフトレビュー」では、「ルールが簡単で、テンポよく遊べるアクションゲーム。操作性もよい。そして、なんといってもグラフィックがすばらしい」「主人公そのものは傷つかず、その代わりに大勢の敵から花を守り抜かなくてはならないというアイデアはユニーク」と評されている。一方で「思い通りに敵を攻撃できるようになるには、ある程度のやり込みが必要」とも指摘されている。
2014年にはUnreal Engine 4によるリメイク作『花咲か妖精 Ultra Encore』のダウンロード販売がPLAYISMにて開始された。

### ETHER VAPOR
2007年公開のシューティングゲーム。

### 花咲か妖精フリージア
2011年に公開されたWindows用のアクションゲーム。 本作は同年8月13日の「コミックマーケット80」にて販売され、パッケージ版はメロンブックスにおいて取り扱われているほか、ダウンロード版がPLAYISMにおいて販売されている。またNyu Mediaによる英語訳版の販売も行われている。
4Gamer.netの「インディーズゲームの小部屋」では、「可憐な外見とは裏腹の、フリージアの爽快感溢れるコンボアクション」「攻撃を受けて吹き飛ばされた敵は、ほかの敵に衝突し、跳ね返ってきたところをさらに追撃して大ダメージを狙うという、本作ならではのアクションが実に爽快」と評されている。ただし「キーボードでのプレイは相当厳しいので、ゲームパッドを用意したほうがいい」とされている。

### Astebreed
2013年公開のシューティングゲーム。

### 天穂のサクナヒメ
『天穂のサクナヒメ』を参照。